# 天河バスターミナル駅
天河バスターミナル駅（てんがバスターミナル-えき、天河コーチターミナル・天河客運站とも、中文表記: 天河客运站、英文表記: Tianhe Coach Terminal Station）は、中華人民共和国広東省広州市天河区に位置する広州地下鉄3号線支線と6号線の駅。

## 利用可能な鉄道路線
広州地下鉄
■3号線
■6号線

## 駅構造
3号線は相対式ホーム2面2線、6号線は島式ホーム1面2線の地下駅。ホームドア完備。
| 地下1階 | コンコース                   | 改札口、自動券売機、サービスセンター、駅商店、駅警備室、セキュリティ |  |
| 地下2階 | 6号線設備区                  | 駅設備                                                               |  |
|         | 相対式ホーム、右側の扉が開く |                                                                      |  |
|         | 1番線                        | 3号線 五山へ（海傍方面）                                             |  |
|         | 2番線                        | 3号線 終点駅 降車ホーム                                              |  |
|         | 相対式ホーム、右側の扉が開く |                                                                      |  |
| 地下3階 | 4番線                        | 6号線 燕塘へ（潯峰崗方面）                                           |  |
|         | 島式ホーム、左側の扉が開く   |                                                                      |  |
|         | 3番線                        | 6号線 長湴へ（香雪方面）                                             |  |

## 駅周辺
- 南華商貿城
- 中元広場
- 天河バスターミナル

## 沿革
- 2006年12月30日 - 3号線が開業。
- 2013年12月28日 - 6号線が開業。

## 隣の駅
広州地下鉄
■3号線支線
天河バスターミナル駅 316 - 五山駅 315
■6号線
燕塘駅 620 - 天河バスターミナル駅 621 - 長湴駅 622